# Communauté rurale de Mbane
La communauté rurale de Mbane est une communauté rurale du Sénégal située au nord-ouest du pays. 
Elle fait partie de l'arrondissement de Mbane, du département de Dagana et de la région de Saint-Louis.